# 千尺塔
千尺塔（又称曹皇后塔）位于河南省荥阳市大周山顶，建于北宋仁宗年间。该塔于1986年被列为第二批河南省文物保护单位；2013年被列为第七批全国重点文物保护单位。

## 简介
千尺塔位于荥阳市贾峪镇西南大周山顶之圣寿寺内。
该塔坐北朝南，为六角形九级密檐楼阁式砖塔，塔共七层、高15米。塔每层的宽度和高度由下而上逐层收敛，塔顶呈六角形攒尖状。第一层塔心室为穹窿顶，第二至四层塔心室相通，四层以上实心，每层南面辟门。塔身用长31.5厘米、宽15厘米、厚5.5厘米规格的青砖，以白灰、黄土混合浆砌筑而成。塔旁有寺院遗址及明清石碑六通、石佛三尊。塔周有砖石寨墙，东西长约400米，南北宽约500米。

## 轶闻
关于“曹皇后塔”的名称来源：相传是宋仁宗曾在大周山下朱家峪选纳了曹家女子做了皇后，为慰藉皇后思念家乡之情，仁宗便命在其故乡建塔，让她能在汴京城看到故乡之塔。